# Кимберли (Алабама)
Кимберли (енгл. Kimberly) град је у америчкој савезној држави Алабама. По попису становништва из 2010. у њему је живело 2.711 становника.

## Демографија
Према попису становништва из 2010. у граду је живело 2.711 становника, што је 910 (50,5%) становника више него 2000. године.
| Група             | 2000.         | 2010.         |
| Белци             | 1.709 (94,9%) | 2.595 (95,7%) |
| Афроамериканци    | 29 (1,6%)     | 49 (1,8%)     |
| Азијати           | 3 (0,2%)      | 16 (0,6%)     |
| Хиспаноамериканци | 21 (1,2%)     | 22 (0,8%)     |
| Укупно            | 1.801         | 2.711         |